# Sonny Rave
 (septembre 2024).
La mise en forme du texte ne suit pas les recommandations de Wikipédia : il faut le « wikifier ».
Les points d'amélioration suivants sont les cas les plus fréquents :
- Les titres sont pré-formatés par le logiciel. Ils ne sont ni en capitales, ni en gras.
- Le texte ne doit pas être écrit en capitales (les noms de famille non plus), ni en gras, ni en italique, ni en « petit »…
- Le gras n'est utilisé que pour surligner le titre de l'article dans l'introduction, une seule fois.
- L'italique est rarement utilisé : mots en langue étrangère, titres d'œuvres, noms de bateaux, etc.
- Les citations ne sont pas en italique mais en corps de texte normal. Elles sont entourées par des guillemets français : « et ».
- Les listes à puces sont à éviter, des paragraphes rédigés étant largement préférés. Les tableaux sont à réserver à la présentation de données structurées (résultats, etc.).
- Les appels de note de bas de page (petits chiffres en exposant, introduits par l'outil «  Source ») sont à placer entre la fin de phrase et le point final[comme ça].
- Les liens internes (vers d'autres articles de Wikipédia) sont à choisir avec parcimonie. Créez des liens vers des articles approfondissant le sujet. Les termes génériques sans rapport avec le sujet sont à éviter, ainsi que les répétitions de liens vers un même terme.
- Les liens externes sont à placer uniquement dans une section « Liens externes », à la fin de l'article. Ces liens sont à choisir avec parcimonie suivant les règles définies. Si un lien sert de source à l'article, son insertion dans le texte est à faire par les notes de bas de page.
- La présentation des références doit suivre les conventions bibliographiques. Il est recommandé d'utiliser les modèles {{Ouvrage}}, {{Chapitre}}, {{Article}}, {{Lien web}} et/ou {{Bibliographie}}. Le mode d'édition visuel peut mettre en forme automatiquement les références.
- Insérer une infobox (cadre d'informations à droite) n'est pas obligatoire pour parachever la mise en page.

Pour une aide détaillée, merci de consulter Aide:Wikification.
Si vous pensez que ces points ont été résolus, vous pouvez retirer ce bandeau et améliorer la mise en forme d'un autre article.
Sonny Rave est un rappeur et chanteur de RnB français d'origine malgache , né à Dijon un 20 septembre,.

## Biographie

### Jeunesse
Sonny Rave est né à Dijon un 20 septembre, il fait partie d'une famille de musicien, sa mère était chanteuse et son père fait de la basse. Son frère est aussi multi-instrumentiste. Quand il avait 5 ou 6 ans son père et son frère lui ont appris à faire de la batterie.
Plus tard, il s'inscrit dans une école de musique pour apprendre le clavier et de là, il commence à faire des prods sur FL Studio. 
À 16 ans, il commence à composer et à chanter pour lui.

### Carrière
Le 22 juillet 2022, il sort un EP appelé Dana's Love + Lost archives avec 2 titres. Le 16 septembre 2022 il sort un deuxième EP appelé Journal Therapy.
Le 30 juin 2023, il sort son premier projet Emotional roller coaster' avec un featuring avec Pania une chanteuse australienne sur le titre Martini in Thirtyside.
Le 12 avril 2024, il sort son deuxiéme projet Au cœur du mien avec en featuring Kay The Prodigy sur le titre KAY INTERLUDE.
Le 20 septembre 2024, il apparait avec Jey Brownie dans la mixtape BDLM Vol. 1 de Tiakola.

## Discographie

### Albums studio
- 2023 : Emotional roller coaster''
- 2024 : Au cœur du mien

### Maxis
- 2022 : Dana's Love + Lost archives
- 2022 : Journal Therapy

### Singles
- 2020 : Idyllic Trip
- 2022 : Rolling Stone
- 2024 : Hypnotize

### Apparitions
- 2022 : Late Night de Kosei feat. Sonny Rave & Sectra
- 2023 : Job de Cshmr feat. Sonny Rave & Sectra
- 2023 : 3H52 de Kaeles feat. Sonny Rave
- 2023 : Vivienne Westwood de Moji x Sboy feat. Sonny Rave
- 2024 : Minimum de Hofmann feat. Sonny Rave & J9ueve
- 2024 : Late Night de thaHomey feat. Sonny Rave
- 2024 : Grand Prix de Tiakola feat. Jey Brownie & Sonny Rave
- 2025 : B.A.B de Franglish feat. Sonny Rave